# Ǵ
Ǵ (minuskule ǵ) je speciální písmeno latinky. Nazývá se G s čárkou. Používá se velice zřídka a jako takové se v latince vůbec nepoužívá. Používá se pouze v přepisu písma kharóšthí, kde ho značí znak 𐨒̄. Dále se používá v ISO 9 přepisu makedonštiny, kde ho značí znak Ѓ. V Unicode má majuskulní tvar kód U+01F4 a minuskulní U+01F5.